# Steene
Steene é uma comuna francesa na região administrativa de Altos da França, no departamento do Norte. Estende-se por uma área de 10.28 km². Em 2010 a comuna tinha 1 399 habitantes (densidade: 136,1 hab./km²).